# Lukman Jabrailov
Lukman Jabrailov (en ruso: Лукман Жабраилов; Jasaviurt, 27 de abril de 1962) es un deportista moldavo de origen daguestano que compitió en lucha libre. Su hermano Elmadi compitió en el mismo deporte, aunque bajo la bandera de Kazajistán.
Ganó una medalla de oro en el Campeonato Mundial de Lucha de 1994 y dos medallas en el Campeonato Europeo de Lucha, plata en 1994 y bronce en 1984.

## Palmarés internacional
| Representando a la URSS  |                    |                   |           |
| Campeonato Europeo       |                    |                   |           |
| Año                      | Lugar              | Medalla           | Categoría |
| 1984                     | Jönköping (Suecia) | Medalla de bronce | 82 kg     |
| Representando a Moldavia |                    |                   |           |
| Campeonato Mundial       |                    |                   |           |
| Año                      | Lugar              | Medalla           | Categoría |
| 1994                     | Estambul (Turquía) | Medalla de oro    | 82 kg     |
| Campeonato Europeo       |                    |                   |           |
| Año                      | Lugar              | Medalla           | Categoría |
| 1994                     | Roma (Italia)      | Medalla de plata  | 82 kg     |